# Godinotia
Godinotia is een geslacht van uitgestorven primaten. Het is een monotypisch geslacht, en bevat daarom maar één soort. Het fossiel van Godinotia werd voor het eerst gevonden in Groeve Messel, Duitsland.

## Beschrijving
De enige soort Godinotia neglecta werd ongeveer dertig centimeter lang, zonder de staart. Hij leefde vooral in bomen. Godinotia was een insectivoor.

## Trivia
- Godinotia komt voor in aflevering één van Walking with Beasts.